# 玉手駅
玉手駅（たまでえき）は、奈良県御所市大字玉手字畑田にある、西日本旅客鉄道（JR西日本）和歌山線の駅である。

## 歴史
駅南側の至近に位置する、御所工業高校（現 御所実業高校）の通学の便を図るために開設された。

### 年表
- 1989年（平成元年）3月11日：和歌山線の御所駅 - 掖上駅間に新設開業する[1][2]。
- 2018年（平成30年）3月17日：ICカード「ICOCA」の利用が可能となる。ICカード専用簡易改札機で対応。

## 駅構造
五条方面に向かって右側に配置された単式ホーム1面1線（棒線構造）を持つ地上駅（停留所）で、上下線とも同一ホームを利用する。駅舎と呼べる構造物はなく、敷地外とホームが直結している。ホームほぼ全体に屋根がある。なお、ホーム有効長は125ｍ（6両分）である。
王寺駅が管理している無人駅である。直立型の自動券売機および簡易ICOCA改札機が設置されている。
トイレは、駅舎横に設置されている。
駅の真上を京奈和自動車道（大和御所道路）の高架橋が通過している。

## 利用状況
JR西日本の移動等円滑化取組報告書によれば、2023年度の1日平均乗降人員は706人。「奈良県統計年鑑」によると、1日の平均乗車人員は以下の通りである。
| 年度   | 1日平均 乗車人員 |
| ------ | ---------------- |
| 2005年 | 429              |
| 2006年 | 431              |
| 2007年 | 397              |
| 2008年 | 380              |
| 2009年 | 367              |
| 2010年 | 378              |
| 2011年 | 388              |
| 2012年 | 425              |
| 2013年 | 427              |
| 2014年 | 417              |
| 2015年 | 424              |
| 2016年 | 429              |
| 2017年 | 436              |
| 2018年 | 429              |
| 2019年 | 417              |
| 2020年 | 350              |

## 駅周辺
- 孝安天皇陵（玉手丘上陵）
- 吉祥草寺（役小角生誕地）
- 奈良県立御所実業高等学校（旧 奈良県立御所工業高等学校）

## 隣の駅
西日本旅客鉄道（JR西日本）
 和歌山線
■快速（大和路線直通）・■普通
御所駅 - 玉手駅 - 掖上駅